# Tour du Limousin 1987
La 20e édition du Tour du Limousin s'est déroulée du 20 au 23 août 1987, et a vu s'imposer le Français Charly Mottet.

## Classements des étapes
| Étape     | Date    | Villes étapes          | Vainqueur d'étape                    | Équipe    | Leader du classement général | Équipe    |
| 1re étape | 20 août | Limoges - Saint-Junien | Charly Mottet                        | Système U | Charly Mottet                | Système U |
| 2e étape  | 21 août | Saint-Junien - Guéret  | Stefan Joho                          | Kas       | Charly Mottet                | Système U |
| 3e étape  | 22 août | Guéret - Tulle         | Bruno Wojtinek et Stephan Van Leeuwe | Z et SEFB | Charly Mottet                | Système U |
| 4e étape  | 23 août | Tulle - Limoges        | Kim Andersen                         | Toshiba   | Charly Mottet                | Système U |

## Classement final
| 1.  | Charly Mottet       | Système U |
| 2.  | Bruno Cornillet     | Z         |
| 3.  | Marc Gomez          | Reynolds  |
| 4.  | Luc Leblanc         | Toshiba   |
| 5.  | Kim Andersen        | Toshiba   |
| 6.  | Frédéric Brun       | Z         |
| 7.  | Johnny Weltz        | Fagor     |
| 8.  | Jean-Claude Colotti | RMO       |
| 9.  | Fabrice Philipot    | Amateur   |
| 10. | Martial Gayant      | Système U |